# Têtu
Têtu (francouzsky tvrdohlavý, paličatý) je francouzský společenský měsíčník pro LGBT komunitu, jehož redakce sídlí v Paříži. V oblasti LGBT časopisů má ve Francii vedoucí postavení na trhu. Jeho měsíční náklad činil v roce 2009 zhruba 40 000 kusů.
Časopis založili v červenci 1995 Pascal Loubet a Didier Lestrade. Od února 2009 má časopis rovněž dvě webové stránky pro čtenáře: tetu.com pro gaye a tetue.com pro lesby a rovněž provozuje webové rádio. Do časopisu pravidelně přispívají svými články i osobnosti francouzského veřejného života jako Frédéric Mitterrand (bývalý ministr kultury), Christine Angot (spisovatelka) nebo Didier Eribon (sociolog). Od 1. července 2008 je šéfredaktorem Gilles Wullus, který byl do roku 2007 šéfredaktorem deníku Libération.